# Hypercompe marcescens
Hypercompe marcescens är en fjärilsart som beskrevs av Felder 1874. Hypercompe marcescens ingår i släktet Hypercompe och familjen björnspinnare. Inga underarter finns listade i Catalogue of Life.